# Крістіан Штокер
Крістіан Штокер (нім. Christian Stocker; нар. 20 березня 1960, Вінер-Нойштадт, Австрія) — австрійський державний діяч, політик, лідер консервативної Австрійської народної партії. Федеральний канцлер Австрії з 3 березня 2025.

## Біографія
Народився 20 березня 1960 року у Вінер-Нойштадті в Австрії, де закінчив початкову та середню школу. Батько Крістіана, Франк Штокер, був представником Австрійської народної партії у Національній раді. З 1979 року Штокер вивчав право у Віденському університеті, а в 1986 році здобув ступінь магістра. У 1988 році він здобув докторський ступінь з права.
У 2019 році Штокера обрали до Національної ради від Австрійської народної партії. У 2022 році він обійняв посаду генерального секретаря партії, а 5 січня 2025 року став виконувати обов'язки її лідера. На посаді генерального секретаря Штокер оголошував про готовність Австрійської народної партії розпочати переговори з Гербертом Кіклем та його вкрай правою Австрійською партією свободи, але переговори провалилися після парламентських виборів в Австрії у 2024 році. 27 лютого 2025 року Соціал-демократична партія Австрії, Австрійська народна партія та NEOS оголосили про угоду у формуванні уряду на чолі зі Штокером як канцлер.
3 березня 2025 року уряд розпочав роботу.